# 24-Stunden-Rennen von Daytona 1970

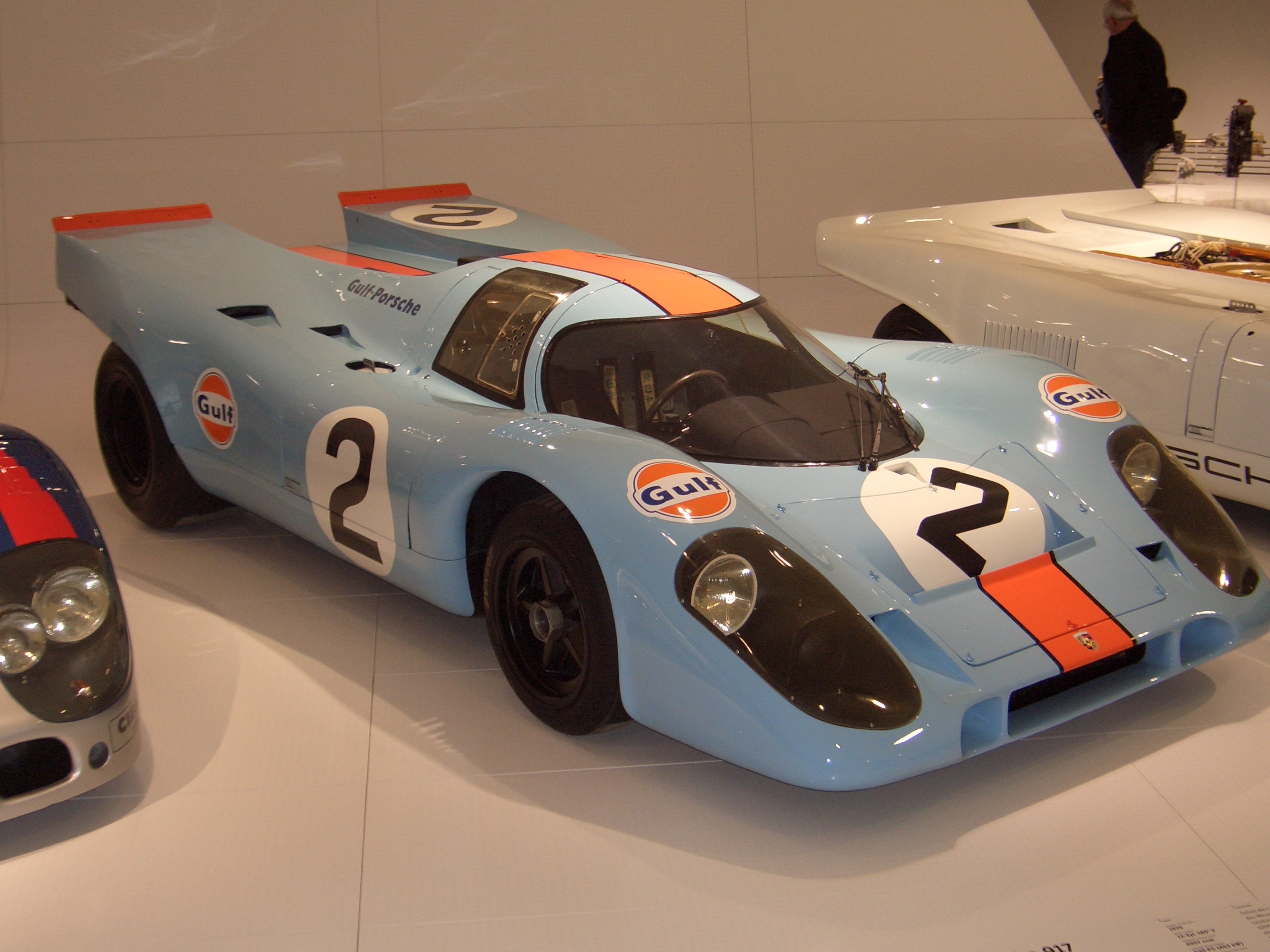
Porsche 917K mit der Startnummer 2; Siegerwagen von Pedro Rodríguez, Leo Kinnunen und Jo Siffert

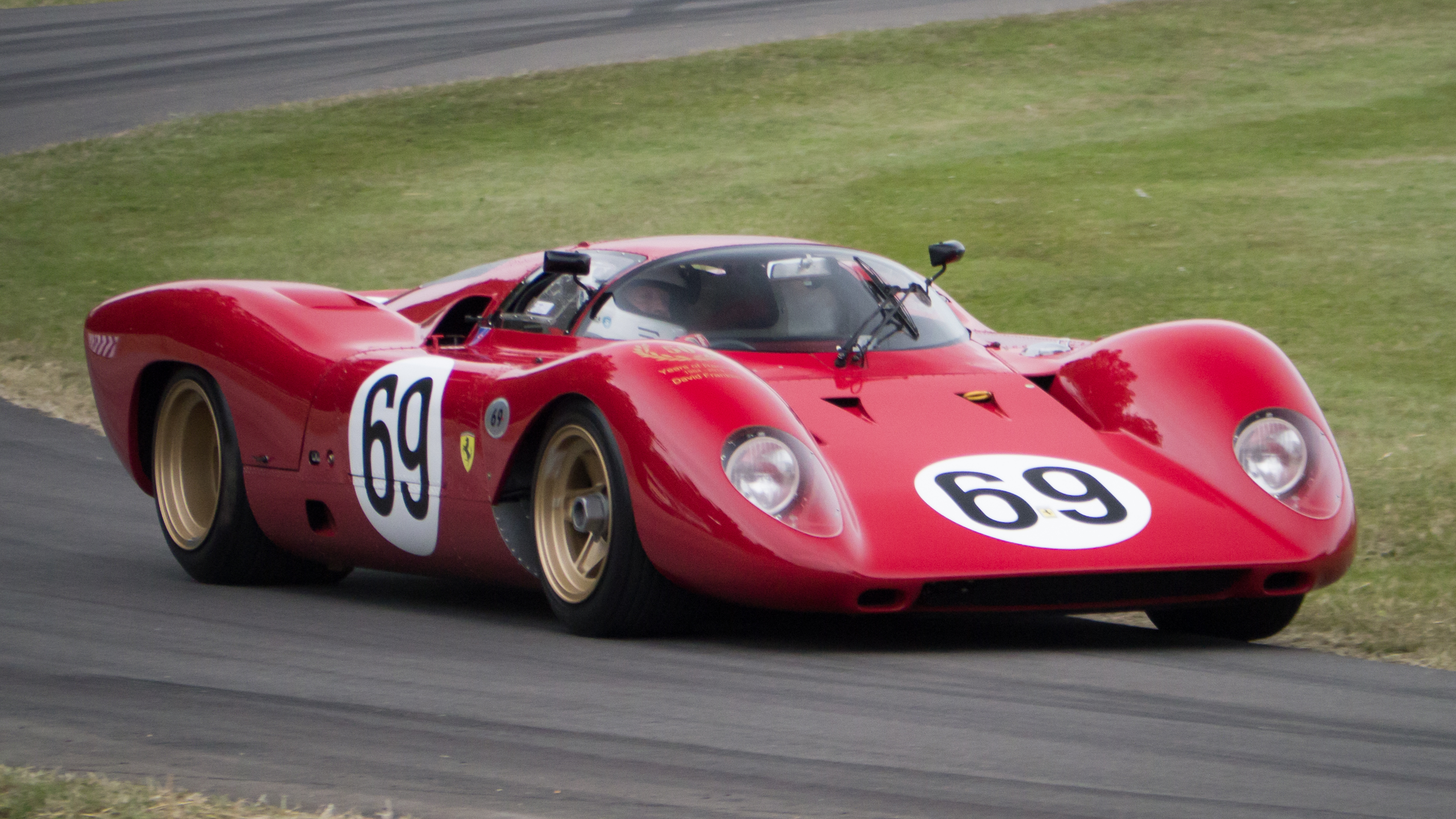
Ferrari 312P Coupe

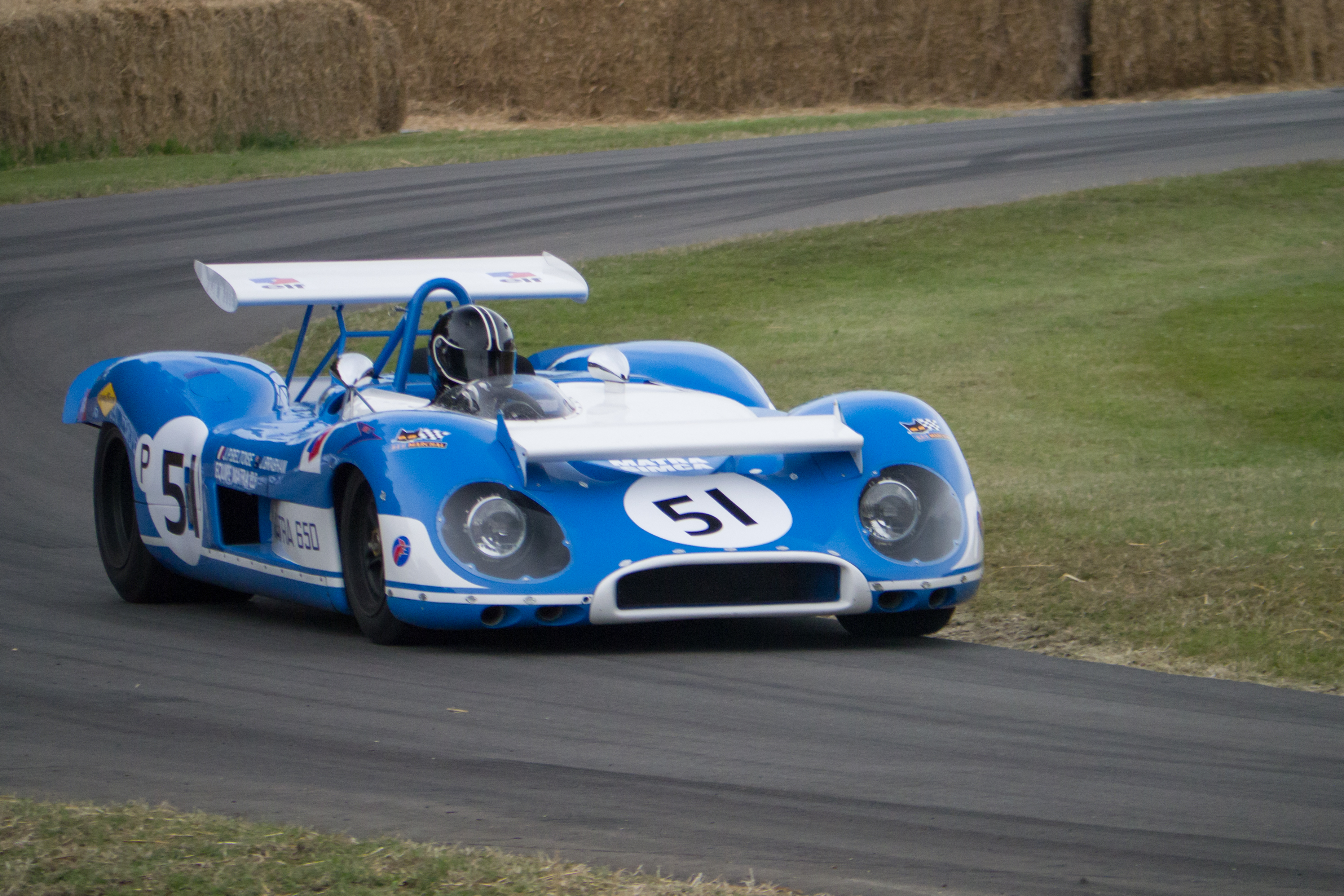
Matra-Simca MS650

Das fünfte 24-Stunden-Rennen von Daytona, auch Ninth Annual World’s Championship 24 Hours of Daytona International Road Race, Daytona International Speedway, Daytona Beach, Florida, fand am 1. und 2. Februar 1970 auf dem Daytona International Speedway statt und war der erste Wertungslauf der Sportwagen-Weltmeisterschaft dieses Jahres.

## Vor dem Rennen
1970 begann die Zusammenarbeit zwischen der Porsche-Rennabteilung und John Wyer Automotive, dem Team von John Wyer. Zwei Wochen nach dem Ende der Sportwagen-Weltmeisterschaft 1969 wurde das Team zu Testfahrten mit dem Porsche 917 eingeladen. Der Test fand auf dem Österreichring statt, wo 14 Tage zuvor das 1000-km-Rennen von Zeltweg ausgetragen wurde, bei dem zwei Porsche 917 auf den Mirage M3 von Wyer trafen. Wyer war mit der kompletten Führungsmannschaft – David Yorke, Ermanno Cuoghi, Peter Davies und John Horsman – angereist und testete den Wagen unter der Leitung der Porsche-Techniker Peter Falk und Helmut Flegl ausgiebig. Gefahren wurden die Tests von den Porsche-Werksfahrern Kurt Ahrens, Leo Kinnunen und Brian Redman sowie von Piers Courage, der auf ein Engagement bei Wyer hoffte. Es war der entscheidende Test für den Porsche 917, wo John Horsman eine breite Platte am Heck des Rennwagens (ähnlich einem Gurney Flap, nur größer) anbrachte und damit die aerodynamischen Probleme am Fahrzeug endgültig löste. Der Vertrag zwischen Porsche und Wyer umfasste den Einsatz von zwei Wagen während der gesamten Saison und die Übernahme der beiden Porsche-Werkspiloten Jo Siffert und Brian Redman. Die weiteren beiden Piloten durfte Wyer wählen. Wunschpilot Jacky Ickx stand nach seinem Wechsel zur Scuderia Ferrari nicht zur Verfügung. Umgekehrt hatte Pedro Rodríguez den italienischen Rennstall nach nur einem Jahr wieder verlassen und war in der Formel 1 zu B.R.M. gewechselt. Rodríguez war bereits für Wyer gefahren und kehrte nunmehr zu diesem Team zurück. Vierter Fahrer sollte David Hobbs werden, der zur Stammmannschaft von Wyer zählte. Bei einem Test im Herbst waren durch einen Schaltfehler von Hobbs alle Ventile des V12-Motors eines 917 zerstört worden. Ferdinand Piëch war darüber derart verärgert, dass er auf der Ablösung von Hobbs bestand. Wyer musste schließlich einwilligen und Leo Kinnunen als vierten Fahrer akzeptieren.
1969 hatte das Porsche Team mit großem Aufwand die Weltmeisterschaft gewonnen. 1970 nahm neben Wyer das von Louise Piëch geführte Team von Porsche Salzburg die Werkseinsätze wahr. Die Verträge eines großen Teils der Piloten wurden verlängert. Hart getroffen wurde Porsche vom tödlichen Unfall Gerhard Mitters. Mitter war langjähriger Werksfahrer und beim Training zum Großen Preis von Deutschland 1969 auf einem Formel-2-BMW F269 tödlich verunglückt. Sein Freund und Teamkollege Udo Schütz erklärte daraufhin seinen Rücktritt. Der einzige Abgang betraf Rolf Stommelen, der zu Autodelta wechselte.

## Das Rennen
In Daytona waren drei Porsche 917 am Start. Neben den beiden Wyer-Wagen für Siffert/Redman und Rodríguez/Kinnunen ein Porsche-Salzburg-917 für Kurt Ahrens und Vic Elford. Sein Renndebüt gab der Ferrari 512S, der neue Einsatzwagen der Scuderia. Drei der neuen 5-Liter-Rennwagen wurden von der Scuderia gemeldet und den Fahrerteams Mario Andretti/Arturo Merzario, Jacky Ickx/Peter Schetty und Nino Vaccarella/ Ignazio Giunti anvertraut. Einen vierten 512S meldete Luigi Chinettis North American Racing Team für Dan Gurney und Chuck Parsons. Das nordamerikanische Ferrari-Team kam mit großer Mannschaft zum Rennen. Neben dem 512S gab es zwei 312P-Coupés für Sam Posey/Mike Parkes (der ein Comeback als Fahrer gab) und Tony Adamowicz/David Piper, einen 250LM für Gregg Young und Luigi Chinetti junior, einen Ferrari 275 GTB/C für Harley Cluxton/ Gordon Tatum sowie einen Ferrari 365 GTB/4 für Ronnie Bucknum/Wilbur Pickett. Einen weiteren 512S fuhren die beiden vermögenden Italiener Corrado Manfredini und Giampiero Moretti.
Matra Sports meldete zwei MS650. Während Jean-Pierre Beltoise und Henri Pescarolo ein völlig neues Fahrgestell erhielten, war für Jack Brabham und François Cevert der Wagen vorgesehen, mit dem Beltoise und Piers Courage Gesamtvierte beim 24-Stunden-Rennen von Le Mans 1969 geworden waren. Auf dem Weg von New York City nach Daytona Beach hatte der Matra-Transporter einen Unfall. Dabei wurden die beiden Wagen so stark beschädigt, dass aus Buenos Aires ein drittes Fahrgestell eingeflogen werden musste. Der Wagen, mit dem Beltoise und Pescarolo das 1000-km-Rennen von Buenos Aires gewonnen hatten, diente als Teilespender für die beide lädierten Einsatzwagen.
Die beiden Wyer-Porsche 917 dominierten das Rennen. Vom Start weg führten Jo Siffert und Brian Redman im Wagen mit der Startnummer 1 vor den Teamkollegen. Nach drei Stunden Fahrzeit musste Brian Redman mit einem Reifenschaden rechts hinten zu einem ungeplanten Halt die Box anfahren und verlor dabei die Führung an Leo Kinnunen. Sich lösende Gummiteile des Reifens hatten Teile der Karossiere beschädigt, die notdürftig repariert werden musste. Auch die Bremsscheibe wurde gewechselt. In der Nacht kamen Kupplungsprobleme dazu. Der Ferrari 512S von Mario Andretti und Arturo Merzario übernahm nach den ersten Tankstopps der beiden Wyer-Porsche 917 kurz die erste Position im Rennen und lag in den Nachtstunden lange an der zweiten Stelle. Diese wurde durch eine Reparatur an der Aufhängung in der letzten Phase des Rennens noch an den Siffert/Redman-Porsche verloren.
Der Gurney/Parsons-512S lag lange an der dritten Stelle der Gesamtwertung. Nach einer Kollision beim Überrunden – Chuck Parsons saß am Steuer – hatte auch dieser Wagen mit einer sich lösenden Karosserie zu kämpfen. Wie beim Siffert/Redman-917 wurde bei jedem Boxenstopp mit Klebeband gearbeitet. Ein Getriebeschaden führte nach 464 gefahrenen Runden zum Ausfall des Wagens. Am Ende gab es einen Doppelsieg für das Team von John Wyer.
Für Unmut sorgten die vielen SCCA-Boxen-Marshalls, die für einiges Chaos an den Boxen sorgten und den Teams nicht selten sich widersprechende Anweisungen gaben. Noch während des Rennens beschwerten sich einige Teamchefs bei Bill France senior, dass diese Vorgehensweise nicht den Standards bei internationalen Sportwagenrennen entspräche.

## Ergebnisse

### Schlussklassement
| 1               | S        | 2  | J. W. Engineering              | Pedro Rodríguez Leo Kinnunen Brian Redman                         | Porsche 917K          | 724 |
| 2               | S        | 1  | J. W. Engineering              | Jo Siffert Brian Redman                                           | Porsche 917K          | 679 |
| 3               | S        | 28 | Ferrari s.p.a.                 | Mario Andretti Arturo Merzario Jacky Ickx                         | Ferrari 512S          | 676 |
| 4               | P        | 24 | North American Racing Team     | Sam Posey Mike Parkes                                             | Ferrari 312P Coupe    | 647 |
| 5               | P        | 23 | North American Racing Team     | Tony Adamowicz David Piper                                        | Ferrari 312P Coupe    | 632 |
| 6               | GT + 2.0 | 7  | Owens Corning Fibreglass       | Jerry Thompson John Mahler                                        | Chevrolet Corvette    | 608 |
| 7               | S        | 21 | North American Racing Team     | Gregg Young Luigi Chinetti junior                                 | Ferrari 250LM         | 603 |
| 8               | S        | 18 | William Wonder Inc.            | William Wonder Ray Cuomo                                          | Ford GT40             | 579 |
| 9               | P        | 40 | Gregg Loomis                   | Gregg Loomis Bert Everett                                         | Porsche 906E          | 573 |
| 10              | P        | 33 | Matra Sports                   | François Cevert Jack Brabham                                      | Matra-Simca MS650     | 565 |
| 11              | GT + 2.0 | 89 | Cliff Gottlob                  | Cliff Gottlob Dave Dooley                                         | Chevrolet Corvette    | 545 |
| 12              | T + 2.0  | 12 | Bob Mitchell                   | Bob Mitchell Charlie Kemp                                         | Chevrole Camaro       | 535 |
| 13              | GT + 2.0 | 6  | Owens Corning Fibreglass       | Tony DeLorenzo Dick Lang                                          | Chevrolet Corvette    | 534 |
| 14              | GT 2.0   | 74 | Ralph Meaney                   | Ralph Meaney Gary Wright Bill Bean                                | Porsche 911S          | 533 |
| 15              | GT + 2.0 | 90 | Or Costanzo                    | Or Costanzo Dave Heinz                                            | Chevrolet Corvette    | 521 |
| 16              | T + 2.0  | 14 | Ray Cuomo Racing               | Ray Cuomo Bernard Gimbel George Lisberg                           | Ford Mustang          | 520 |
| 17              | T + 2.0  | 95 | Bruce Behrens Racing           | Mike Brockman John Tremblay                                       | Chevrolet Camaro Z28  | 511 |
| 18              | P        | 34 | Matra Sports                   | Jean-Pierre Beltoise Henri Pescarolo                              | Matra-Simca MS650     | 509 |
| 19              | T + 2.0  | 11 | Laurel Racing                  | Larry Brock Larry Dent                                            | Chevrolet Camaro      | 507 |
| 20              | GT 2.0   | 78 | Waldron Motors                 | John Belperche Tony Lilly Don Pickett                             | MGB                   | 504 |
| 21              | GT 2.0   | 79 | Waldron Motors                 | Chris Waldron Lowell Lanier Bill Barros                           | MGB                   | 490 |
| 22              | T 2.0    | 48 | Del Russo Taylor               | Del Russo Taylor Hank Sheldon                                     | Alfa Romeo 1750 GTV   | 478 |
| 23              | T 2.0    | 38 | Simone Fleming                 | Paul Fleming Amos Johnson                                         | Fiat 124 Sport coupé  | 473 |
| 24              | GT 2.0   | 76 | Scotty Addison                 | Scotty Addison Erhard Dahm                                        | Porsche 911S          | 462 |
| 25              | T + 2.0  | 98 | Norberto Mastandrea            | Norberto Mastandrea Smokey Drolet Rajah Rodgers                   | Chevrolet Camaro      | 409 |
| 26              | T + 2.0  | 83 | Vincent Collins                | Vincent Collins Larry Wilson                                      | Ford Mustang          | 407 |
| 27              | P        | 71 | Walle Enterprises              | Ray Walle Bob Speakman                                            | TVR Vixen             | 364 |
| Ausgefallen     |          |    |                                |                                                                   |                       |     |
| 28              | GT + 2.0 | 9  | Mamie Reynolds Gregory         | Don Yenko Bob Grossman                                            | Chevrolet Camaro      | 542 |
| 29              | S        | 25 | North American Racing Team     | Dan Gurney Chuck Parsons                                          | Ferrari 512S          | 464 |
| 30              | GT + 2.0 | 8  | Forma Scientific               | Bob Johnson Robert Johnson Jim Greendyke                          | Chevrolet Corvette    | 457 |
| 31              | S        | 47 | Sports Motors Inc.             | Jim Bandy Fred Stevenson Carl Williams                            | Lotus 47              | 442 |
| 32              | S        | 30 | Squadra Picchio-Rosso          | Corrado Manfredini Giampiero Moretti                              | Ferrari 512S          | 412 |
| 33              | P        | 53 | Racing Team AAW                | Hans Laine Gijs van Lennep                                        | Porsche 908/02        | 385 |
| 34              | P        | 43 | William Harris                 | William Harris Richard Lewis                                      | Austin-Healey Sprite  | 373 |
| 35              | GT 2.0   | 72 | Jacques Duval                  | Jacques Duval Bob Bailey                                          | Porsche 911T          | 365 |
| 36              | T + 2.0  | 97 | Preston Hood Chevrolet         | John Elliott Don Gwynne                                           | Chevrolet Camaro Z28  | 354 |
| 37              | S        | 3  | Porsche Konstruktionen KG      | Kurt Ahrens Vic Elford                                            | Porsche 917K          | 337 |
| 38              | GT + 2.0 | 34 | Susan Cummings                 | Don Cummings Warren Stumes                                        | Shelby GT350          | 327 |
| 39              | T + 2.0  | 15 | Bob Fryer                      | Ed Lowther Bob Nagel                                              | Chevrolet Camaro      | 320 |
| 40              | S        | 20 | North American Racing Team     | Harley Cluxton Gordon Tatum                                       | Ferrari 275 GTB/C     | 308 |
| 41              | S        | 17 | Trevor Graham                  | Piers Forester Andrew Hedges                                      | Ford GT40             | 299 |
| 42              | GT 2.0   | 77 | Toad Hall Racing               | Bruce Jennings Bob Tullius                                        | Porsche 911T          | 279 |
| 43              | T 2.0    | 88 | Auto Enterprises of Chestnut   | Barry Batchin Dieter Oest                                         | Lancia Fulvia HF      | 268 |
| 44              | T 2.0    | 84 | H.C.A.S. Inc.                  | Walter Brown Buzz Marcus Jim Sandman                              | BMW 2002              | 257 |
| 45              | T 2.0    | 85 | Robert Whitaker                | Robert Whitaker Richard Krebs Harvey Eckoff                       | Volvo 122S            | 243 |
| 46              | T + 2.0  | 92 | Flem-Cor Enterprises           | Donna Mae Mims Jim Corwin Fred Pipen                              | Chevrolet Camaro Z28  | 220 |
| 47              | T + 2.0  | 0  | Roger Penske Racing            | Mark Donohue Peter Revson                                         | AMC Javelin           | 205 |
| 48              | P        | 73 | Ring Free Racing Team          | Bobby Rinzler Charles Reynolds                                    | Austin-Healey Sprite  | 178 |
| 49              | S        | 22 | North American Racing Team     | Ronnie Bucknum Wilbur Pickett                                     | Ferrari 365 GTB/4     | 142 |
| 50              | T + 2.0  | 96 | Takondo Racing                 | Vince Gimondo Chuck Dietrich                                      | Chevrolet Camaro Z28  | 130 |
| 51              | S        | 27 | Ferrari s.p.a.                 | Jacky Ickx Peter Schetty                                          | Ferrari 512S          | 115 |
| 52              | P        | 16 | Ring Free Racing Team          | Jim Baker Clive Baker                                             | Chevron B16           | 108 |
| 53              | GT + 2.0 | 91 | Auto Research Eng.             | Allan Barker John Greenwood Richard Hoffman                       | Chevrolet Corvette    | 101 |
| 54              | S        | 39 | Rainer Brezinka                | Rainer Brezinka Horst Petermann Rudy Bartling                     | Porsche 906           | 96  |
| 55              | S        | 26 | Ferrari s.p.a.                 | Nino Vaccarella Ignazio Giunti                                    | Ferrari 512S          | 89  |
| 56              | T + 2.0  | 93 | Redline Engineering Inc.       | Jim Harrell Len Magner                                            | Ford Mustang          | 89  |
| 57              | P        | 37 | Fred Opert Racing Chevron Cars | Brian Robinson Hugh Kleinpeter Fred Opert                         | Chevron B16           | 85  |
| 58              | S        | 19 | Auto Enterprises of Chestnut   | Francis Grant Ray Heppenstall Buzz Marcus                         | Ford GT40             | 82  |
| 59              | T + 2.0  | 66 | Ed Matthews                    | Ed Matthews Don Sesslar Al Weaver                                 | Ford Mustang          | 63  |
| 60              | T 2.0    | 86 | Arthur Mollin Racing           | Arthur Mollin Art Riley                                           | Volvo 122S            | 54  |
| 61              | GT 2.0   | 70 | Sportade Racing Team           | James Patterson Paul Sanford                                      | Porsche 911T          | 29  |
| 62              | GT + 2.0 | 46 | Jack Haywood                   | Claibourne Darden Warren Matzen                                   | Shelby GT350          | 26  |
| 63              | T 2.0    | 55 | Don Kearney                    | Don Kearney Richard Roberts Wayne Purdy                           | Datsun PL510          | 24  |
| 64              | S        | 5  | Randy’s Auto Body Service      | John Cannon George Eaton                                          | Lola T70 Mk.3B GT     | 1   |
| 65              | P        | 54 | Juan Manuel Fangio             | Carlos Pairetti Alain de Cadenet Jorge Omar Del Rio               | Porsche 908/02        | 1   |
| Nicht gestartet |          |    |                                |                                                                   |                       |     |
| 66              | T + 2.0  | 10 | Hewitt Racing                  | Allen Hewitt Pete Ledwith                                         | Chevrolet Camaro      | 1   |
| 67              | P        | 44 | H.R.H. Corp.                   | Steve Pieper Jim McDaniel Jon Krogsund                            | Deserter GS           | 2   |
| 68              | P        | 51 | Escuderia Montjuich            | Juan Fernández José Juncadella                                    | Porsche 908/02        | 3   |
| 69              | S        | 52 | Tony Dean                      | Tony Dean Peter Gregg                                             | Porsche 917K          | 4   |
| 70              | GT 2.0   | 75 | Fritz Hochreuter               | Fritz Hochreuter Harry Bytzek                                     | Porsche 911           | 5   |
| 71              | P        | T  | Matra Sports                   | François Cevert Jack Brabham Jean-Pierre Beltoise Henri Pescarolo | Matra-Simca MS630/650 | 6   |
| 72              | S        | T  | J. W. Engineering              | Pedro Rodríguez Leo Kinnunen Jo Siffert                           | Porsche 917K          | 7   |

1 nicht gestartet
2 nicht gestartet
3 nicht gestartet
4 Motorschaden im Training
5 nicht gestartet
6 Trainingswagen
7 Trainingswagen

### Nur in der Meldeliste
Hier finden sich Teams, Fahrer und Fahrzeuge, die ursprünglich für das Rennen gemeldet waren, aber aus den unterschiedlichsten Gründen daran nicht teilnahmen.
| Pos. | Klasse   | Nr. | Team                       | Fahrer                                                         | Chassis             |
| ---- | -------- | --- | -------------------------- | -------------------------------------------------------------- | ------------------- |
| 73   | GT + 2.0 | 29  | Rey Racing                 | Jacques Rey Edgar Berney Bernard Palayer Guy Verrier Jean Sage | Ferrari 275 GTB/C   |
| 74   | S        | 31  | North American Racing Team |                                                                | Ferrari Dino 246 GT |
| 75   | P        | 52  | Tony Dean                  | Tony Dean Peter Gregg                                          | Porsche 908/02      |
| 76   | GT + 2.0 | 80  | C. C. Canada               | C. C. Canada Joe Hines Ed Rahal                                | MGC GT              |

### Klassensieger
| Klasse   | Fahrer           | Fahrer       | Fahrer       | Fahrzeug            | Platzierung im Gesamtklassement |
| -------- | ---------------- | ------------ | ------------ | ------------------- | ------------------------------- |
| P        | Sam Posey        | Mike Parkes  |              | Ferrari 312P Coupe  | Rang 4                          |
| S        | Pedro Rodríguez  | Leo Kinnunen | Brian Redman | Porsche 917K        | Gesamtsieg                      |
| GT + 2.0 | Jerry Thompson   | John Mahler  |              | Chevrolet Corvette  | Rang 6                          |
| GT 2.0   | Ralph Meaney     | Gary Wright  | Bill Bean    | Porsche 911S        | Rang 14                         |
| T + 2.0  | Bob Mitchell     | Charlie Kemp |              | Chevrolet Camaro    | Rang 12                         |
| T 2.0    | Del Russo Taylor | Hank Sheldon |              | Alfa Romeo 1750 GTV | Rang 22                         |

### Renndaten
- Gemeldet: 76
- Gestartet: 65
- Gewertet: 27
- Rennklassen: 6
- Zuschauer: unbekannt
- Wetter am Renntag: kalt und trocken
- Streckenlänge: 6,132 km
- Fahrzeit des Siegerteams: 24:00:52,000 Stunden
- Gesamtrunden des Siegerteams: 724
- Gesamtdistanz des Siegerteams: 4439,279 km
- Siegerschnitt: 184,859 km/h
- Pole Position: Mario Andretti – Ferrari 512S (#28) – 1:51,600
- Schnellste Rennrunde: Jo Siffert – Porsche 917K (#1) – 1:48,700 = 126,182 km/h
- Rennserie: 1. Lauf zur Sportwagen-Weltmeisterschaft 1970